# Obitelj čudaka
Obitelj čudaka (eng. The Royal Tenenbaums) američka je humorna drama iz 2001. koju je režirao Wes Anderson prema vlastitom scenariju, a kojemu je to treći dugometražni film. Radnja se odvija oko umirovljenog odvjetnika Royala Tenebauma (Gene Hackman) koji odglumi da je bolestan kako bi se vratio natrag u svoju obitelj od koje se udaljio.
Stylus Magazine je film stavio na 3. mjesto na listi "Najboljih filmova tisućljeća".

## Radnja
New York. Nekada davno, Royal Tenenbaum je bio uspješan odvjetnik i vodio sretan brak sa svojom suprugom Etheline, arheologinjom. Imali su i dva sina, Chasa i Richieja, te jednu usvojenu kćerku, Margot. No Royal nikada nije bio onakav otac kakav je trebao biti; sa zračnom BB puškom je u jednoj igri upucao sina Chasa u prst, stalno je svakome napominjao kako je Margot njegova usvojena kćerka a najdražeg sina Richieja je vodio na klađenje kod borbi pasa. Djeca su ipak svojedobno bili geniji; Chas je bio financijski genij, Margot je pisala hvaljene kazališne komade a Richie je izvrsno igrao Tenis. Ali kada se Royal rastavio od supruge i napustio obitelj djeca su se polako počela pretvarati u frustrirane i neurotične osobe. 
Margot se udala za neurologa Raleigha St. Claira i s 30 godina još uvijek skriva da puši cigarete. Richie se prestao baviti tenisom i tajno zaljubio u Margot, ali se srami to reči iako je ona njegova usvojena sestra. Chasova supruga je poginula i ostavila ga s dvoje djece. Jednog dana, gotovo u isto vrijeme, djeca se počnu vraćati u Ethelininu kuću, u kojoj su prije živjela. Istodobno, tamo se vraća i sam Royal, koji je čuo da je Etheline zaprosio računovođa Sherman. Royal tvrdi da umire od raka želuca i da se želi pomiriti s obitelji, no zapravo je zdrav i samo taji da nema više novaca. Jedino je tu tajnu priznao obiteljskoj sluzi, indijskom sobaru Pagodi. Richie i Margot su spremni    
oprostiti mu, no Chas je i dalje ljut na njega. Pojavi se i "prijatelj obitelji" Eli Cash, drogeraš koji je oduvijek htio biti Tenenbaum i koji piše romane o westernima, te koji je također zaljubljen u Margot.
Sherman raskrinka Royala kada otkrije da je doktor koji ga je pregledavao bio samo glumac te da je lijek protiv raka koji je uzimao bio samo obični Tic-Tac. Royal prizna laž te biva izbačen iz kuće. Nedugo nakon toga Richie od silne depresije zbog neuzvračene ljubavi od Margot odluči počiniti samoubojstvo rezanjem žila. No našli su ga Raleigh i njegov pokusni kunić Dudley te mu spasili život odvevši ga u bolnicu. Sherman i Etheline se udaju a nedugo nakon toga obitelj oprosti i Royalu.  
Margot i Richie započnu ljubavnu vezu. Par mjeseci kasnije Royal je dobio infarkt i preminuo. Na sprovodu se otkirva da je dao napisati lažnu biografiju na svom nadgrobnom spomeniku, u kojoj stoji da je poginuo "junačkom smrću". 

## Filmska ekipa
Režija: Wes Anderson
- Gene Hackman - Royal Tenenbaum
- Luke Wilson - Richie Tenenbaum
- Gwyneth Paltrow - Margot Tenenbaum
- Ben Stiller - Chas Tenenbaum
- Anjelica Huston - Etheline Tenenbaum
- Bill Murray - Raleigh St. Claire
- Danny Glover - Henry Sherman
- Owen Wilson - Eli Cash
- Seymour Cassel - Dusty
- Alec Baldwin - Glas pripovjedača

## Nagrade
- Osvojen Zlatni Globus (najbolji glavni glumac u komediji ili mjuziklu Gene Hackman).
- Nominacija za Oscara (najbolji scenarij).
- Nominacija za BAFTA-u (najbolji scenarij).

## Zanimljivosti
- I Gene Hackman i Anjelica Huston su isprva odbili svoje uloge, sve dok ih redatelj Anderson nije nagovorio u suprotno kada im je napisao dodatnu dubinu za njihove likove.
- U filmu doista nastupa osoba s prezimenom Tenenbaum - to je glumac Brian Tenenbaum, stari prijatelj Wesa Andersona i Owena Wilsona, koji je glumio bolničara.
- Kao i u svim prethodnim Andersonovim filmovima, i ovaj završava u usporenoj snimci.
- U filmu Owen Wilson stigne na vjenčanje s čudnom šminkom na licu u obliku Indijanca. U filmu "Zoolander" u jednoj slici za manekene Owen Wilson nosi identičnu šminku.
- Uvod filma s naracijom i opisom likova je modeliran po klasiku "Veličanstveni Ambersonovi" kojeg je režirao Orson Welles.
- Kao i u svim prethodnim Andersonovim filmovima, i ovaj sadrži referencu na Charlieja Browna - pjesma "Christmastime is Here" iz animiranog filma "A Charlie Brown Christmas" se može čuti u nekoliko navrata u scenama kod Margot.
- Kofi Annan je bitno utjecao na izgled lika Henryja Shermana.
- U prvom Andersonom filmu, "Bottle Rocket", nalazi se scena jednog lika (Luke Wilson) pod vodom. U drugom, "Tajkun iz Rushmorea", dva lika pod vodom. U ovom, koji je njegov treći film, u jednoj sceni Royal i njegova dva unuka skoče u bazen te se tako nađu tri lika pod vodom.
- Iako je film snimljen u New Yorku, Anderson je namjerno izbjegao prizore u kojima se vide poznate građevine grada. Tako primjerice u jednoj sceni Royal i Pagoda razgovaraju u Battery Parku - no Anderson je Pagodu tako postavio da prikriva Kip Slobode.
- U sceni u kojoj Richie pokuša učiniti samoubojstvo, čuje se pjesma "Needle in the Hay" koju je napisao Elliot Smith. Zanimljivo, Smith je doista počinio samoubojstvo 2003., dvije godine nakon premijere ovog filma.

## Popis pjesama
1. "111 Archer Avenue" - Mark Mothersbaugh
2. "Hey Jude" - The Mutato Muzika Orchestra
3. "String Quartet In F Major (Second Movement)" - Ravel Ysaye Quartet
4. "Sonata For Cello And Piano In F Minor" - The Mutato Muzika Orchestra
5. "Look At Me" - John Lennon
6. "Christmas Time Is Here (Instrumental)" - Vince Guaraldi Trio
7. "I'm Dying" - Mark Mothersbaugh
8. "These Days" - Nico
9. "Something's Brewing" - Mark Mothersbaugh
10. "Look At That Old Grizzly Bear" - Mark Mothersbaugh
11. "Police & Thieves" - The Clash
12. "Wigwam" - Bob Dylan
13. "Mothersbaugh's Canon" - Mark Mothersbaugh
14. "Gymnopedie #1" - Erik Satie
15. "Lullabye" - Emitt Rhodes
16. "Raleigh & Margot" - Mark Mothersbaugh
17. "Me & Julio Down By The Schoolyard" - Paul Simon
18. "Scrapping & Yelling" - Mark Mothersbaugh
19. "Pagoda's Theme" - Mark Mothersbaugh
20. "Billy - Main Title" - Bob Dylan
21. "Judy is a Punk" by The Ramones
22. "Needle In The Hay" - Elliott Smith
23. "How Can I Help (a.k.a. Sparkplug Minuet, 1st Movement)" - Mark Mothersbaugh
24. "Fly" - Nick Drake
25. "She Smiled Sweetly" - The Rolling Stones
26. "Ruby Tuesday" - The Rolling Stones
27. "Stephanie Says" - The Velvet Underground
28. "Rock The Casbah" - The Clash
29. "I Always Wanted To Be A Tenenbaum" - Mark Mothersbaugh
30. "Christmas Time Is Here (Vocal)" - Vince Guaraldi Trio
31. "Rachel Evans Tenenbaum (1965-2000)" - Mark Mothersbaugh
32. "Chas Chases Eli" - Mark Mothersbaugh
33. "Sparkplug Minuet" - Mark Mothersbaugh
34. "Rooftop Talk (a.k.a. I Always Wanted to be a Tenenbaum, 2nd Movement)" - Mark Mothersbaugh
35. "The Fairest Of The Seasons" - Nico
36. "Everyone" - Van Morrison
37. "End Credits (a.k.a. Sparkplug Minuet, 3rd Movement)" - Mark Mothersbaugh

## Kritike
"Obitelj čudaka" je neobična, krajnje ekscentrična humorna drama o propadanju obitelji koju je kritika po SAD-u uglavnom poprilično hvalila. Njena najveća vrlina leži u snažnim pjesmama koje povremeno izvrsno oslikavaju stanje situacije. Skrivena tema filma je oprost, iskupljenje i želja protagonista da im obitelj funkcionira iako to ne čini. Isto tako, Anderson inzistira na neobičnim rakursima i bizarnim ugođajem, što priči daje originalan dodir.
Ipak, bilo je i kritičara kojima se film nije svidio. Tako je, primjerice, nezadovoljni kritičar Todd Anthony prigovarao: "Previše dijelova u filmu se doima odveć proračunato", kao i Ross Anthony koji je zapisao: "Iako je film nastanjen talentiranim ljudima, nije me zaintrigirao...Previše nade se troši u to da će bizarnost biti dovoljna da zabavlja". S druge strane, zadovoljni kritičar David Cornelius je napisao: "Ovo je remek-djelo koje se ujedno i ruga drugim remek-djelima" a Michael Dequina je zaključio: "Nema dvojbe da je Obitelj čudaka išta drugo osim film Wesa Andersona, a to je definitivno kompliment".
Roger Ebert je filmu dao 3.5 od 4 zvijezde: "Ovo je dokaz da su Anderson i njegov prijatelj suscenarist, glumac Owen Wilson, nadareni genijalci".
Igor Saračević, nekadašnji kritičar u Nacionalu, je u broju 361 utvrdio: "Andersonov osebujan autorski svijet i vrlo ekscentrični smisao za humor očito nisu za svačiji ukus, tako da, ako niste na njegovoj "valnoj duljini", film vjerojatno može biti iritantan. Za moj pojam, Anderson zadivljujuče inventivno izlaže priču o egoističnom bivšem odvjetniku (Gene Hackman) koji se želi vratiti obitelji od koje se otuđio, fino gradeći dramski složene situacije i odnose među protagonistima, te ispod "pomaknute" površine majstorski oblikuje iznimno bogati spektar emocija. Ukratko, jedan od najboljih filmova iz prošlogodišnje američke produkcije". Arsen Oremović je filmu dao dva od četiri 'kritičarska prsta' i primijetio da "film osvaja pomaknutom atmosferom" ali je istodobno napomenuo da mu se čini kao da je "Anderson izgubio dio onog stila iz prethodnog filma "Rushmore" u kojem se dokazao kao jedan od najboljih mladih redatelja".

## Vanjske poveznice
- Obitelj čudaka u internetskoj bazi filmova IMDb-a
- Rottentomatoes.com[neaktivna poveznica]
- Criterion Collection DVD  Arhivirana inačica izvorne stranice od 15. lipnja 2006. (Wayback Machine)
- Neslužbeni fan site
- Criterionco.com
- Filmski.net  Arhivirana inačica izvorne stranice od 28. svibnja 2007. (Wayback Machine)